# Canal des Saintes
Le canal des Saintes est une portion de la mer des Caraïbes située entre l'île de Basse-Terre et l'archipel des îles des Saintes en Guadeloupe. C'est le chemin privilégié des bateaux de tourisme et des navires de cabotage entre Basse-Terre et Pointe-à-Pitre ainsi qu'un point obligé de passage lors des épreuves de la Route du Rhum. 

## Géographie
Le canal des Saintes sépare l'île de Basse-Terre de l'archipel des îles des Saintes entre :
- la Pointe du Vieux-Fort à Vieux-Fort et Gros-Cap sur Terre-de-Bas à l'ouest
- la Grande Pointe (ou Pointe de la Taste) à Trois-Rivières et la Pointe Morel sur Terre-de-Haut à l'est.

Au milieu du canal, se situe le Sec Pâté, montagne sous-marine dont la base est à -300 m et le sommet à -15m. Celui-ci est composé de 3 pitons rocheux qui attirent les poissons comme les carangues, barracudas et daurades. Parmi les poissons de récif corallien figure l’Holacanthus ciliaris (poisson-ange royal), une espèce devenue rare.
L'entrée occidentale du canal est signalée par le phare de la Pointe du Vieux-Fort et l'orientale par le phare du Port des Saintes.

## Histoire
En avril 1782, il fut le lieu – ainsi que les eaux séparant la Guadeloupe de la Dominique – d'une importante bataille navale, la bataille des Saintes, ayant vu la victoire de la marine britannique, commandée par George Rodney, sur la marine royal française sous les ordres du comte de Grasse dans le cadre de la guerre d'indépendance des États-Unis.
Le canal des Saintes est situé dans une zone de haute sismicité liée à la zone de subduction entre la plaque caraïbe et la plaque nord-américaine. Il est en conséquence fréquemment l'épicentre de séismes qui frappent le sud de la Guadeloupe et l'archipel des Saintes comme celui du 21 novembre 2004 dont la magnitude importante a été de 6,3 sur l'échelle de Richter.

## Trafic
Principalement fréquenté par les navettes maritimes qui assurent le transport entre le port de Trois-Rivières et ceux de Terre-de-Bas et Terre-de-Haut, le canal est le lieu de passage des petits navires à destination du port de Basse Terre ainsi que ceux de cabotage vers le port autonome de Pointe-à-Pitre.
De plus, tous les quatre ans le canal des Saintes est le point de passage obligé des concurrents de la Route du Rhum qui doivent le laisser dans leur arrière en faisant le tour de la Guadeloupe pour rallier l'arrivée dans le port de Pointe-à-Pitre. Le passage au phare de la Pointe du Vieux-Fort a même pu être déterminant pour la victoire finale dans l'épreuve de 2018 lors de laquelle Francis Joyon passant au plus près de la pointe du Vieux-Fort réussit à doubler François Gabart pour l'ultime virement de bord et le sprint final, remporté de seulement sept minutes.